# Seznam bangladéšských fotografů
Toto je seznam bangladéšských fotografů, lidí z Bangladéše nebo spojených s Bangladéšem, kteří se vyznačují vynikající kvalitou v oblasti fotografie:

## A
- Aftab Ahmed
- Mohammad Rakibul Hasan, ZUMA Press, USA
- Gazi Nafis Ahmed
- Naib Uddin Ahmed
- GMB Akash, Panos Pictures, UK
- Taslima Akhter
- Shahidul Alam[1]

## B
- Manzoor Alam Beg
- Andrew Biraj

## G
- GMB Akash

## H
- Amanul Haque
- Mohammad Rakibul Hasan
- Anwar Hossain
- Hasan Saifuddin Chandan

## K
- Sayeeda Khanam
- K M Asad

## M
- Mohammad Rakibul Hasan
- Firoz Mahmud
- Nasir Ali Mamun
- Munir Uz Zaman, AFP [2]

## P
- Sarker Protick

## R
- Prito Reza[3]

## S
- Shoeb Faruquee[4]
- Jashim Salam
- Bijon Sarkar

## T
- Rashid Talukder

## W
- Munem Wasif